# Day (fleuve)
Pour les articles homonymes, voir Day.
 (mars 2014).
Si vous disposez d'ouvrages ou d'articles de référence ou si vous connaissez des sites web de qualité traitant du thème abordé ici, merci de compléter l'article en donnant les références utiles à sa vérifiabilité et en les liant à la section « Notes et références ».
Le fleuve Day (en vietnamien: Sông Đáy) est un fleuve du Vietnam. Il était autrefois connu sous le nom de Sông Hát ou Hát Giang. Le fleuve est un défluent du fleuve Rouge, se déversant dans le Golfe du Tonkin.
Le Day a une longueur de 240 km et un bassin de plus de 7 500 km2, s'écoulant à travers la ville de Hanoi et des provinces de Hòa Bình, Hà Nam, Ninh Bình et Nam Định.